# Barking (Metropolitano de Londres)
Barking é uma estação de intercâmbio que serve a vila de Barking, no leste de Londres. É servida pelas principais linhas do Metropolitano de Londres, London Overground e National Rail. Está localizado na Station Parade, no centro do bairro.
No metrô, é uma parada na linha District e também o terminal leste da linha Hammersmith & City; na rede National Rail, é servido por serviços c2c que operam de e para Fenchurch Street; e no Overground é o antigo terminal leste da Gospel Oak to Barking line, que agora foi estendida para Barking Riverside. Também há intercâmbio com as rotas de ônibus de Londres e East London Transit na fachada da estação. A estação de metro é a mais movimentada da rede fora das Zonas 1 e 2.
A estação foi inaugurada em 1854 pela London, Tilbury and Southend Railway como uma das primeiras estações da rota. Foi reconstruída em 1908 e novamente em 1959. Desde Fevereiro de 2012, o redesenvolvimento significativo da estação é atualmente proposto por Barking and Dagenham London Borough Council e pelo Departamento de Transportes.

## História

### Pré-agrupamento (1854–1922)
A estação foi inaugurada como parte da nova linha da London Tilbury & Southend Railway (LT&SR), que deixou a linha principal da Eastern Counties Railway (ECR) em um novo entroncamento em Forest Gate. Dois trens LT&SR separados de Londres começaram em Fenchurch Street e Shoreditch e foram combinados em Stratford para a viagem para Tilbury (e divididos em Stratford na direção oposta). Barking nessa época era uma pequena vila e a estação original era um caso de duas plataformas que foi inaugurado em 13 de abril de 1854. O congestionamento em Stratford e a deterioração das relações entre os arrendatários que administram a LT&SR e a Eastern Counties Railway viram uma nova rota construída entre Barking e Gas Factory Junction, onde a nova rota se juntou à London & Blackwall Extension Railway, inaugurada em 1858. Além de um novo cruzamento a oeste de Barking (e a oeste da ponte River Roding), nenhuma mudança foi feita em Barking e a seção original de Forest Gate Junction foi então usada por trens de mercadorias e um serviço de Bishopsgate para Barking operado pela ECR e depois 1862 pela Great Eastern Railway.
Entre o rio Roding e a estação havia uma passagem de nível na Tanner Street e outra na East Street, na extremidade leste da estação. Por volta de 1860, alguns desvios de carvão foram colocados no lado sul da linha a oeste da estação.
A nova rota direta de Pitsea abriu em etapas primeiro para Upminster (1885), East Horndon (1886) e, finalmente, juntando-se à rota Southend existente em Pitsea em 1888. Uma nova junção foi fornecida 200 jardas a leste da estação Barking e era controlada por uma nova caixa de sinalização chamada Barking East Junction. A antiga caixa de Barking Junction a oeste foi renomeada para Barking West Junction.
Esta estação durou até a década de 1880, quando o aumento do tráfego de passageiros e mercadorias, bem como problemas com as passagens de nível em Barking (que estava em expansão), significavam que algo precisava ser feito.

#### Reconstrução de 1889
As mudanças para a reconstrução de 1889 foram:
- Uma plataforma de passagem adicional na parte inferior da estação para permitir que o serviço da GE Liverpool Street saia das plataformas de passagem.
- As duas plataformas existentes foram estendidas para acomodar trens mais longos
- Uma plataforma de baía superior apenas para serviços de partida
- Novo prédio da estação
- Nova plataforma de gado

Nenhuma mudança foi feita nos arranjos das passagens de nível, apesar do aumento do uso, embora várias passagens de pedestres menores tenham sido fechadas em 1900/1901.
A reconstrução ocorreu antes da chegada a Barking dos serviços da Tottenham and Forest Gate Railway (T&FGR), inaugurada em julho de 1894. Embora seja uma joint venture entre a LT&SR e a Midland Railway, a maioria dos serviços era operada por esta última empresa.

#### Desenvolvimentos de 1902-1908
Por volta da virada do século, o Conselho do Distrito Urbano de Barking Town estava seriamente preocupado com a quantidade de tempo que os portões da East Street estavam fechados ao tráfego rodoviário. Em 1902, o LT&SR fez algumas pequenas alterações nos arranjos de sinalização que ajudaram e foram um prelúdio para novas mudanças na área. Uma nova ponte sobre o rio Roding foi inaugurada em 1900 e a ponte original do rio foi substituída em 1903. O novo esquema viu os trens Great Eastern/T&FGR operando nas linhas do norte e os trens LT&SR nas linhas do sul.
Ao mesmo tempo, a Whitechapel and Bow Railway (uma joint venture LT&SR/District Railway) estava sendo construída e, quando foi inaugurada, os trens frequentes da District Line trabalhavam para East Ham com alguns estendidos para Upminster. Todos os trens eram operados a vapor nessa época. A queda no desempenho da LT&SR (e a melhora no tráfego suburbano de Southend) viu a linha de Bromley a East Ham quadruplicar e eletrificar com serviços elétricos da District Line terminando em East Ham a partir de 1905.
A área de Little Ilford a oeste de Rover Roding foi desenvolvida entre 1902 e 1908 e trilhas adicionais se estenderam até Barking (então havia agora três pares de trilhas em River Roding). Os serviços elétricos da District Line foram agora estendidos de East Ham e terminados em Barking (embora alguns serviços da District Line funcionassem a vapor até Southend).
A essa altura, o LT&SR, que antes resistia ao fechamento da passagem de nível na East Street, finalmente viu a necessidade de uma ponte e esta foi uma parte fundamental da reconstrução.
Havia também uma linha Up Rippleside Loop para tráfego de carga e o pátio de mercadorias foi reconstruído a oeste da estação.
Os serviços elétricos da Full District Line para Barking começaram em 1º de abril de 1908 e as plataformas 2 e 3 foram eletrificadas em 1911. No ano seguinte, em 1912, a LT&SR foi adquirida pela Midland Railway e, após o Grouping Act de 1921, que se tornou parte da London, Midland and Scottish Railway.

### London Midland & Scottish Railway (1923–1947)
A LMS e a District Railway analisaram uma extensão eletrificada para Upminster, que envolvia novas estações e um conjunto adicional de trilhos com algumas mudanças na extremidade leste da estação Barking. A nova seção foi inaugurada em 12 de setembro de 1932 e quatro anos depois a linha Metropolitan começou a operar também através de Barking para Upminster. Durante a Segunda Guerra Mundial a estação Barking foi danificada por bombas na blitz.

### British Railways (1948-1994)
Em 1 de janeiro de 1948, as ferrovias foram nacionalizadas e Barking tornou-se uma estação da região Midland de Londres por um breve período antes de ser transferida, juntamente com o restante das antigas linhas LTS, para a região leste em 20 de fevereiro de 1949.
O saguão de reservas da estação foi completamente reconstruído entre 1959 e 1961 de acordo com os projetos do arquiteto HH Powell com o arquiteto do projeto John Ward do Departamento de Arquitetura da Região Leste da British Railways. Nikolaus Pevsner afirmou que foi "erguido para coincidir com a eletrificação da ferrovia" e que "é proporcionalmente moderno em perspectiva e inquestionavelmente uma das melhores estações inglesas desta data". A estação foi reaberta pela Rainha em 1961. Agora é um edifício classificado como Grade II.
No início da década de 1950 foi desenvolvido um grande programa de obras para toda a linha LTS que consistia em:
- Eletrificação e ressinalização do LTSR
- separação operacional completa da LTSR e da District Line
- Simplificação das operações de frete centradas no Ripple Lane Marshalling Yard
- A reconstrução da Barking Station com um viaduto para trens de carga e intercâmbio entre plataformas entre o metrô e os serviços da linha Southend. A fim de melhorar o intercâmbio de passageiros entre a District Line e a British Rail (e vice-versa), foram fornecidas linhas de mergulho na extremidade oeste de Barking e um segundo viaduto na extremidade leste.

Esta obra foi entregue no final da década de 1950 e início da década de 1960 e a partir de junho de 1962 todos os serviços de passageiros passaram a ser operados por Unidades Múltiplas Elétricas Classe 302.
O saguão de reservas da estação foi completamente reconstruído entre 1959 e 1961 de acordo com os projetos do arquiteto HH Powell com o arquiteto do projeto John Ward do Departamento de Arquitetura da Região Leste da British Railways. Nikolaus Pevsner afirmou que foi "erguido para coincidir com a eletrificação da ferrovia" e que "é proporcionalmente moderno em perspectiva e inquestionavelmente uma das melhores estações inglesas desta data". A estação foi reaberta pela Rainha em 1961. Agora é um edifício classificado como Grade II.
A linha LTS e a estação Barking tornaram-se parte do setor de Londres e sudeste da British Rail em 1982 e, em junho de 1986, foi rebatizada como Network South East (NSE). Com o governo conservador do início dos anos 1990 procurando privatizar as ferrovias, a operação do serviço de trem de passageiros NSE foi colocada sob o controle de uma Unidade Operacional de Trens.

### A era da privatização (1994-presente)
A linha LTS foi privatizada em maio de 1996 com uma nova empresa chamada LTS Rail (propriedade da Prism Rail) assumindo as operações dos serviços através da estação Barking. Os proprietários da Prism Rail foram comprados pela National Express em 2000 e a linha foi renomeada como C2C. A C2C foi posteriormente comprada pela Tren Italia, que administra a estação hoje.
A infraestrutura foi inicialmente administrada pela Railtrack em 1994, mas essa empresa faliu e foi resgatada pelo governo em 2001. Uma nova empresa chamada Network Rail foi formada para manter a infraestrutura.

### Acidentes e incidentes
- Em novembro de 1923, uma locomotiva colidiu com os amortecedores em Barking e capotou, pendendo sobre a estrada abaixo.[14]

## Projeto
A estação tem quatro lances de escada desde as plataformas até a ponte e o saguão de reservas. Quatro rampas conectadas por um metrô dão acesso livre entre todas as plataformas. As escadas/rampas de acesso às plataformas: 1 e 1a, 2, 3 e 4, 5 e 6 e 7 e 8. Existe um elevador entre o hall de reservas e as plataformas 1 e 1a. Esta estação tem duas plataformas de baía (nº 1 e 3). A Plataforma 1 era a plataforma terminal da Gospel Oak to Barking Line, antes da extensão da linha para Barking Riverside, e costumava ser usada apenas pelos serviços London Overground. Foi eletrificado em 2017, pronto para a introdução planejada de trens elétricos em 2018. A plataforma 3 é utilizada por alguns comboios LU em ambas as linhas que servem a estação, mas principalmente na linha District.
A oeste da estação existem duas pontes ferroviárias. O mais a oeste transporta os trilhos NR de e para as plataformas 7 e 8 sobre os quatro trilhos de e para as plataformas 2–6 para unir os trilhos de e para Woodgrange Park e além, facilitando os serviços c2c para atender Stratford e Liverpool Street e, desde julho de 2022, a extensão do London Overground para Barking Riverside.

### Redesenvolvimento
A Barking and Dagenham London Borough Council desenvolveu um Plano Mestre da Barking Station para o redesenvolvimento da estação, incluindo a remoção de unidades de varejo do saguão da estação, expansão das barreiras de passagem, máquinas de Oyster card adicionais e novos trabalhos de construção para fornecer varejo de substituição e para aumentar a luz natural dentro da estação. Em 2009, a estação foi identificada como uma das dez piores estações de intercâmbio de categoria B para avaliação de tecido e ambiente por clientes ocultos, e foi planejada para receber uma parte do financiamento de £ 50 milhões para melhorias.
Como parte da renovação de 2011 da franquia Essex Thameside, foi proposto que a propriedade da estação pudesse ser transferida para a Transport for London. Após as eleições gerais de 2010, o financiamento para as obras planejadas foi retirado e a renovação da franquia de 2011 foi adiada até 2013. O novo concurso de franchising propõe a transferência da manutenção predial da Network Rail para o novo operador, e inclui a opção de conclusão das obras de requalificação. Em 2012, o espaço público fora da estação em Station Parade foi reordenado e repavimentado, usando financiamento da Transport for London.

## Serviços

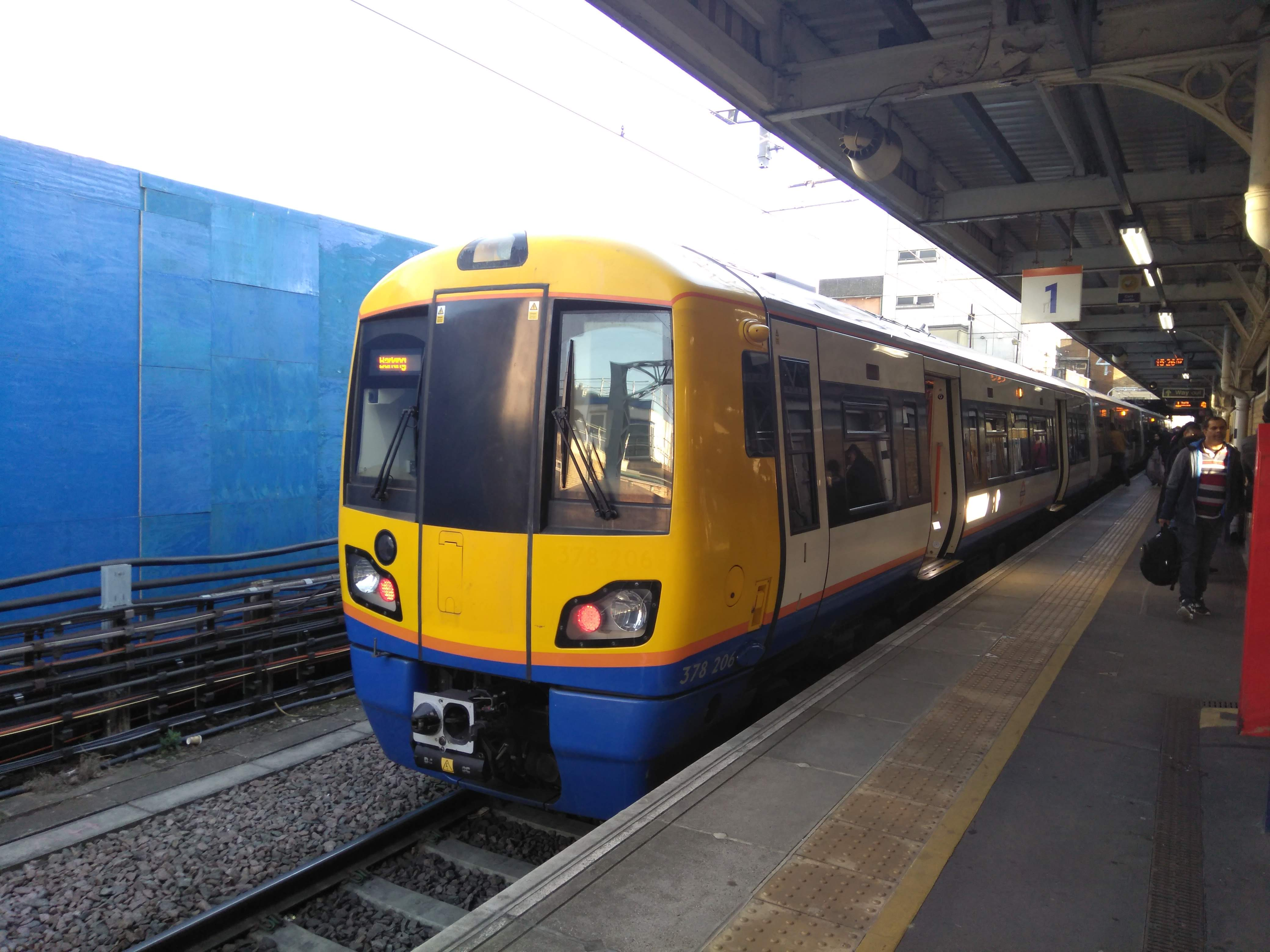
Classe 378 de quatro vagões do London Overground, em serviço até agosto de 2019

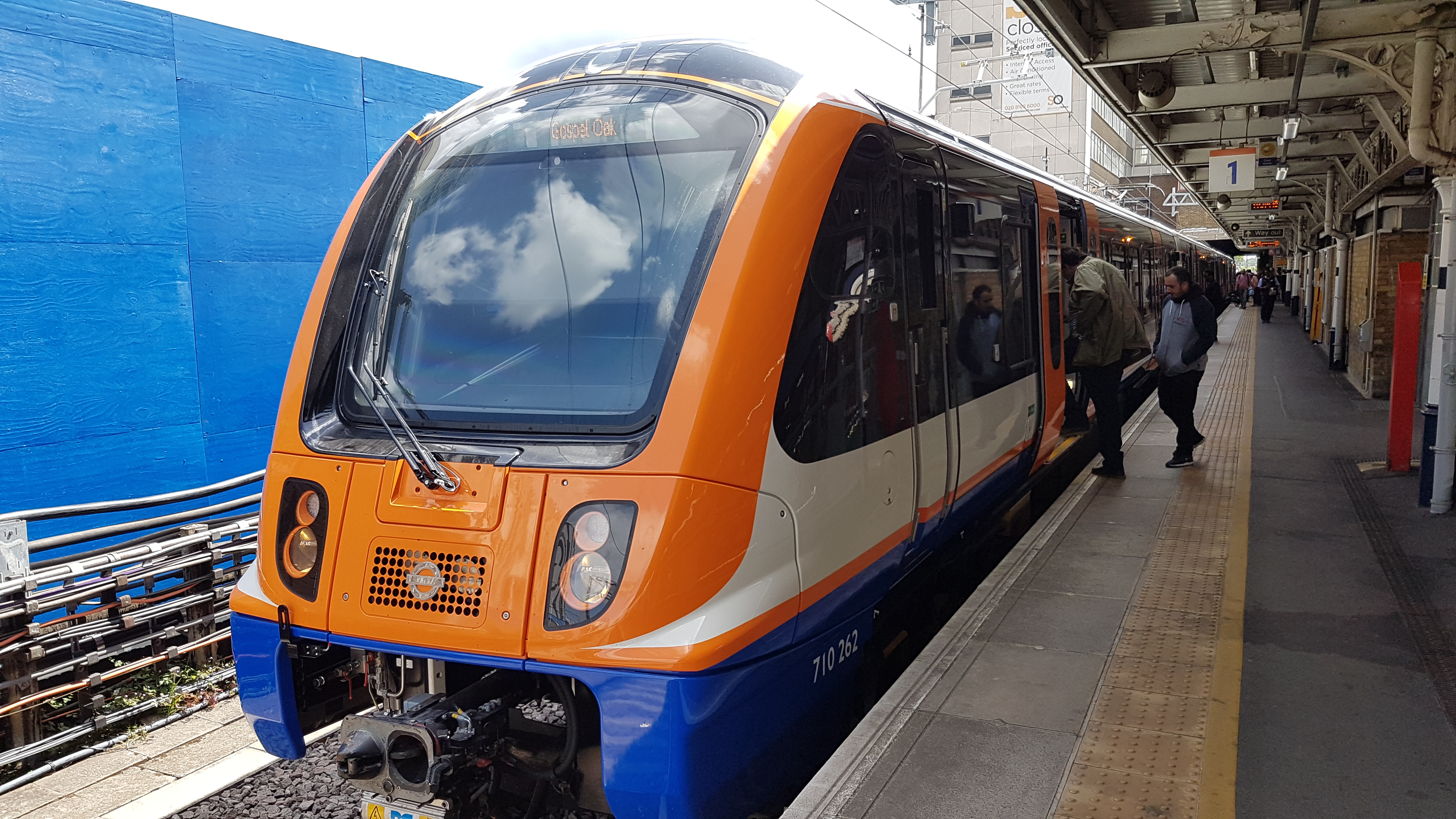
Trem elétrico de quatro vagões Classe 710 substituindo as unidades Classe 378

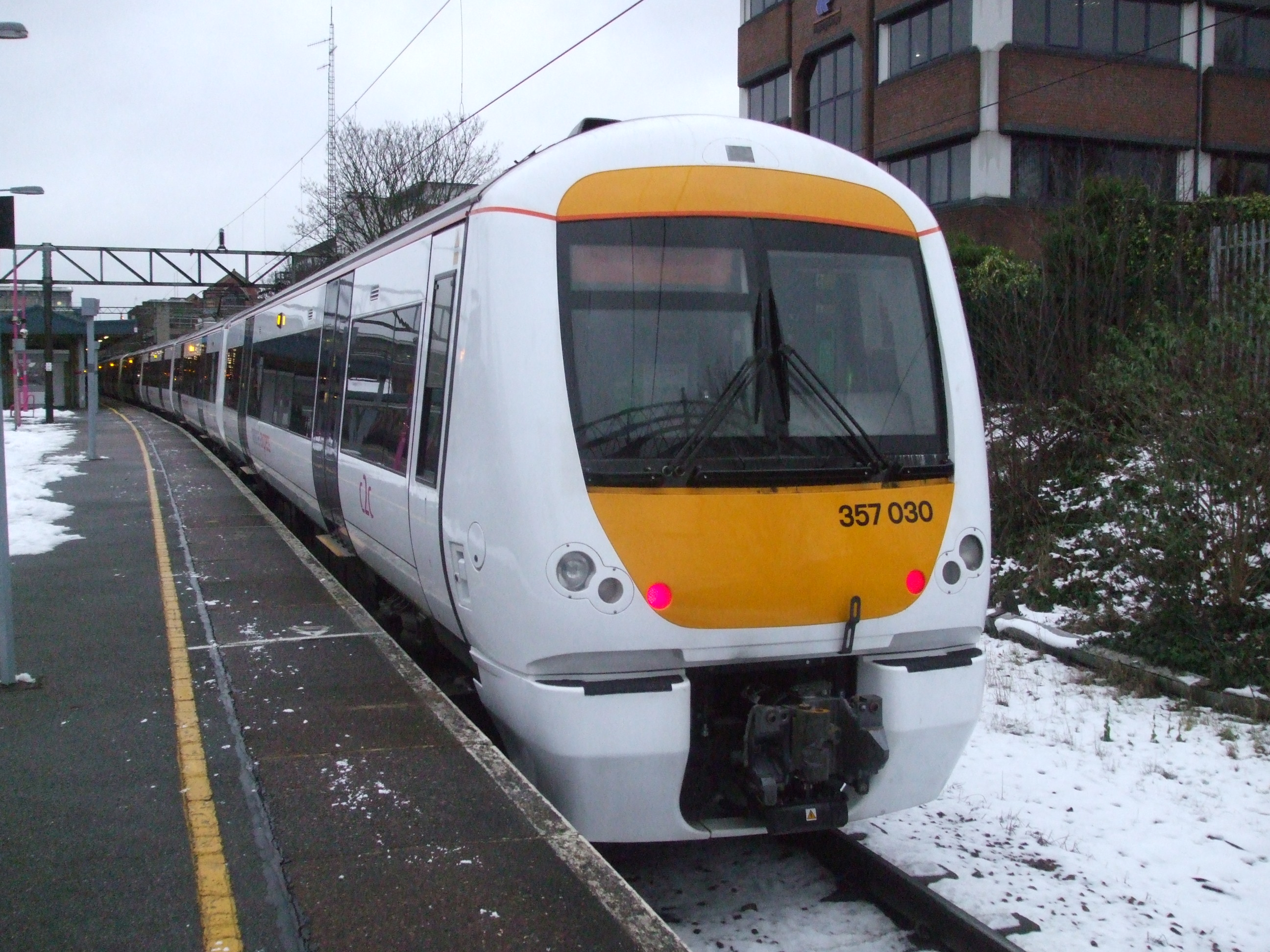
c2c Classe 357

No metrô, é servido pelas linhas District e Hammersmith & City (e dois serviços matinais da linha Circle) e forma o terminal leste para a Hammersmith & City, enquanto os serviços da linha District continuam para o leste até Upminster. A estação também é servida pelos serviços National Rail (c2c) e London Overground.

### Oeste
O serviço típico de trens por hora (tph) fora do horário de pico é:
- 6 tph para London Fenchurch Street (c2c) (6tph fins de semana)
- 2 tph para London Liverpool Street via Stratford (somente fins de semana; c2c)
- 6 tph para Richmond via Tower Hill (linha District)[19]
- 3 tph para Wimbledon via Tower Hill (linha District)[19]
- 6 tph para Ealing Broadway via Tower Hill (linha District)[19]
- 6 tph para Hammersmith (linha Hammersmith and City)[20]
- 4 tph para Gospel Oak (London Overground)

### Leste
- 12 tph para Upminster (linha District)[21]
- 2 tph para Shoeburyness via Basildon (c2c)
- 2 tph para Grays via Rainham (c2c)
- 2 tph para Southend Central via Ockendon (c2c)
- 4 tph para Barking Riverside (London Overground)
- 6 tph terminando aqui (Hammersmith e City line)[22]
- 3 tph terminando aqui (linha District)

### Conexões
As linhas de ônibus de Londres 5, 62, 169, 238, 287, 366, 368, 387 EL1, EL2, EL3, a linha escolar 687 e a linha noturna N15 servem a estação.